# Станка Златева
Станка Златева Христова е бивша българска състезателка по борба. Носителка на два сребърни олимпийски медала, петкратна световна и шесткратна европейска шампионка. Първата българка, участничка на олимпийските игри в женската борба (2004). Първата българска световна шампионка по борба (2006). Три пъти спортист номер едно на България.
През март месец 2025 година е избрана за президент на българската федерация по борба.

## Биография
Родена на 1 март 1983 г. в село Крушаре, Сливенско. С борба се занимава от 1997 г. Първият ѝ треньор е Демир Демирев в клуб „Херкулес“.  Завършва Средно спортно училище „Пиер дьо Кубертен“ (Ямбол). След това се подготвя при Валери Райчев в Кюстендил и националния отбор . Тренира и с Огнян Николов в националния отбор. 
Състезава се за „Борба и самбо“ (Ямбол), СК „Васил Илиев“ (Кюстендил) и СК „Левски“ (София). 
Станка Златева е първата българка, участничка в олимпийски игри, в женската борба. На летните олимпийски игри в Атина през 2004 г. заема дванадесето място. 
От началото на 2006 г. е състезателка на СК „Левски“, като тренира под ръководството на световния и трикратен европейски шампион по борба Симеон Щерев. От същата година е „Почетен гражданин на Сливен“.
Победител във Вип Брадър през 2013 година.
В началото на 2016 г. прекратява състезателната си кариера и става треньор. 

## Успехи
- Европейска шампионка за девойки (2002); [2]
- Световна вицешампионка за девойки (2003); [2]
- Световна и европейска вицешампионка за кадети (1999, 2000).

Участия в световни първенства: четвърта в Ню Йорк (2003), пета в Будапеща (2005), седма в София (2001), осма в Халкида (2002).
През 2006 г. става световен шампион в категория 72 килограма в Гуанджоу. По този начин става първата българска световна шампионка по борба.  През 2007 г. дублира титлата си в Баку. 
Печели сребърен медал на олимпийския женски турнир по борба в Летните олимпийски игри в Пекин през 2008 г., като губи от китайката Дзяо Ван още в първата част на финала, в категорията до 72 килограма, като е туширана при 3:8 точки. След финала в интервю Златева заявява:
| „ | Трябваше по-рано да загубя, за да разбера какво е да загубиш. Гледам напред, към следващия олимпийски цикъл Лондон 2012. | “ |

Третата световна титла е в Токио (2008).
На Европейското първенство във Вилнюс през април 2009 г. печели четвърта титла, като във финала побеждава Елена Стародубцева (Русия) с 2:0 части (3:0 точки, 1:0 точки).
Печели бронзов медал на световното първенство по борба в Хернинг (2009).
За четвърти път завоюва златен медал на световното първенство в Москва (2010). Петкратен световен шампион в Истанбул (2011). 
Участия от Европейски първенства: четвърта (2003), пета (2004), трета (2005). Пет златни медала от Европейските първенства в Москва (2006), София (2007), Тампере (2008), Вилнюс (2009) и Баку (2010).
Печели сребърен медал на олимпийския женски турнир по борба на летните олимпийски игри в Лондон през 2012 г. в категория до 72 кг. За постижението си е избрана да носи знамето на България на церемонията по закриването на олимпийските игри.

## Награди
- Състезателка номер 1 в света по борба за 2006, 2007 и 2010 г. [3]
- Спортист номер 1 на Балканите за 2010 г. [3]
- Спортист №1 на България за 2007, 2010 и 2011 г. [2]
- Спортист №2 на България за 2008 г. [2]
- В Топ-10 при определяне на най-добър спортист на България за 2006 г. [2]